# Ceresium thyra
Ceresium thyra là một loài bọ cánh cứng trong họ Cerambycidae.